# Portmagee
Portmagee (irl. An Caladh) – wieś rybacka w hrabstwie Kerry w Irlandii. Znajduje się na półwyspie Iveragh, na południe od wyspy Valentia. Według spisu z 2011 roku zamieszkana przez 109 osób.
Nazwa irlandzka oznacza „prom”, nawiązując do dawnej przeprawy pomiędzy stałym lądem a Valentią. Dziś w Portmagee znajduje się jedyny most, zwany Maurice O'Neill Memorial Bridge, prowadzący na wyspę. Angielska nazwa (dawniej również Port Magee lub Magee's Port) pochodzi od nazwiska XVIII-wiecznego przemytnika i pirata, Theobalda Magee, który operował w okolicy.